# 미야쓰카 도시오
미야쓰카 도시오(일본어: 宮塚 利雄, 1947년 7월 19일~)는 일본의 경제학자이다.